# Alessandro Puccini
Alessandro Puccini (Cascina, 28 de agosto de 1968) es un deportista italiano que compitió en esgrima, especialista en la modalidad de florete.
Participó en dos Juegos Olímpicos de Verano, obteniendo una medalla de oro en Atlanta 1996, en la prueba individual, y el sexto lugar en Barcelona 1992, por equipos.
Ganó cinco medallas en el Campeonato Mundial de Esgrima entre los años 1990 y 1997, y una medalla de oro en el Campeonato Europeo de Esgrima de 1999.

## Palmarés internacional
| Juegos Olímpicos   | Juegos Olímpicos            | Juegos Olímpicos  | Juegos Olímpicos    |
| Año                | Lugar                       | Medalla           | Prueba              |
| ------------------ | --------------------------- | ----------------- | ------------------- |
| 1996               | Atlanta (Estados Unidos)    | Medalla de oro    | Florete individual  |
| Campeonato Mundial |                             |                   |                     |
| Año                | Lugar                       | Medalla           | Prueba              |
| 1990               | Lyon (Francia)              | Medalla de oro    | Florete por equipos |
| 1993               | Essen (Alemania)            | Medalla de plata  | Florete por equipos |
| 1994               | Atenas (Grecia)             | Medalla de oro    | Florete por equipos |
| 1994               | Atenas (Grecia)             | Medalla de plata  | Florete individual  |
| 1997               | Ciudad del Cabo (Sudáfrica) | Medalla de bronce | Florete por equipos |
| Campeonato Europeo |                             |                   |                     |
| Año                | Lugar                       | Medalla           | Prueba              |
| 1999               | Bolzano (Italia)            | Medalla de oro    | Florete por equipos |